# Prowl
Prowl (bra: A Armadilha) é um filme de horror lançado em 2010.

## Elenco
| Ator              | Papel         |
| ----------------- | ------------- |
| Ruta Gedmintas    | Suzy          |
| Joshua Bowman     | Peter         |
| Perdita Weeks     | Fiona         |
| Jamie Blackley    | Ray           |
| Courtney Hope     | Amber         |
| Saxon Trainor     | Veronica      |
| Bruce Payne       | Bernard       |
| Oliver Hawes      | Eric          |
| Atanas Srebrev    | Max           |
| Michael Johnson   | Keith         |
| Laurel Lefkow     | Mãe de Amber  |
| George Oliver     | Runt          |
| George Zlatarev   | Junkie        |
| Anton Trendafilov | Homem sujo    |
| Alexander Spasova | Tranny Junkie |
| Radoslav Ignatov  | Criatura 1    |
| Dimiter Doichinov | Criatura 2    |
| Elitsa Razheva    | Criatura 3    |
| Velizar Peev      | Criatura 4    |